# バックラッシュ (1996年の映画)
『バックラッシュ』（Danger Zone）は、1996年のアメリカ合衆国/カナダのアクション映画。ビリー・ゼイン、ロバート・ダウニー・Jr出演。日本では1998年7月24日にVHSが発売された。

## ストーリー
ジム・スコットは旧友のリック・モーガンに会うため、アフリカの荒野を通って彼が働いている鉱山に向かっていた。
鉱山に到着したスコットだが入口で門番に止められてしまい、書類を見せても通行を許可してもらえない。話が通じない門番を振り切り、強引に鉱山に入ったスコットはモーガンと再会する。モーガンはスコットとの再会を喜ぶが、彼が有毒廃棄物の入ったドラム缶を捨てに来たことを知り、それを断固として反対する。しかしその直後、武装した集団が乗るヘリによって鉱山が襲撃される。スコットによると、その集団を率いるのはチャンというスコットの取引相手だった人物で、取引を解消した結果付けねらわれるようになったという。銃撃戦で死傷者が多く出るなか、廃棄物を載せたトラックが逃げていくのを見たスコットは、モーガンにナンドの店で落ち合うことを伝えトラックを追いかけていくが、チャンがスコットらが乗る車に向ってロケットランチャーを撃ち、車は崖下に落下し炎上する。そこに軍が駆けつけてきたためチャンたちは撤退する。スコットの安否を確かめるため崖下を覗いていたモーガンは、兵士にそのことを伝えようとするが殴られ気絶する。その後モーガンは、汚染物質の持ち込みを許可した人物として罪を被せられ、アメリカへと強制退去させられることになった。
それから1年後、バーで飲んでいたモーガンにモーリス・デュポンという男が話しかけてくる。彼はアフリカの民主共和国の大統領顧問で、1年前の汚染物質持ち込み事件の犯人がモーガンでないことを信じていると話し、名誉を回復して資産凍結も解除することを約束し、モーガンに事件解決の協力を求めてきた。だがモーガンは、当時ならまだしも今更言われても協力する気にはならないと、デュポンの申し出を断る。しかし、デュポンから死んだはずのスコットが実はアフリカのどこかで生きていると聞かされたモーガンは、彼を探し出すためデュポンと共に1年ぶりにアフリカへと飛ぶ。到着したモーガンは、村の人々から裏切り者扱いされ冷たくあしらわれる。デュポンの車で移動中、スコットが待ち合わせ場所として選んだナンドの店を見つけたモーガンは、車を止めさせて店の中に入る。すると飲んでいた2人の政府軍兵士が、汚染物質を持ち込み人々を殺したとされるモーガンに喧嘩をふっかけてきた。2人を倒したモーガンは店主のナンドと再会し、彼からスコットが、最近勢力を増している反乱軍に匿われているという情報があると聞かされる。翌日モーガンはデュポンから、世界保健機関のキム・ウッズ博士を紹介されナンドの店で話し合うことになるが、彼女はモーガンが犯人だと思い込み彼を敵視していたため、2人は口論になりウッズ博士は席を立つ。その後デュポンと2人になったモーガンは、彼にまずスコットが廃棄物のドラム缶を隠した場所を突き止めることを提案し、閉鎖された鉱山が怪しいと伝える。話が終わりモーガンと別れたデュポンは、鉱山を襲撃した張本人のチャンと密会し、ドラム缶の処理をするよう命令していた。
モーガンはウッズ博士と共に政府軍の兵士が運転する車に乗り、10年前に閉鎖された鉱山へ調査に向かう。その途中、汚染されたという川の水を飲んでいたインパラを、兵士が撃ち殺したのを見たモーガンは、その水を飲んで育ったインパラだと確信していたため、政府が何かを隠していると疑い始める。さらに彼が鉱山を調べているとき、デュポンが自分とウッズ博士に違う話をしていたことを知る。調査を終え外に出た2人は、政府軍の兵士が殺されているのを発見し、反乱軍に連れ去られる。そして2人は、反乱軍の本部で銃殺されそうになるが、寸前にスコットが現れ銃殺を免れる。スコットが生きていたことに安堵したモーガンは、スコットからデュポンが悪党で、川が汚染されたという話はまったくの嘘であることを聞かされる。さらに彼は、その汚染で死んだとされるのは反乱軍の村に住む人々だけで、実際は政府によって虐殺されていたことも話す。

## キャスト
| 役名               | 俳優                       | 日本語吹替 |
| ------------------ | -------------------------- | ---------- |
| リック・モーガン   | ビリー・ゼイン             | 江原正士   |
| ジム・スコット     | ロバート・ダウニー・Jr     | 平田広明   |
| チャン             | ケイリー＝ヒロユキ・タガワ | 谷口節     |
| キム・ウッズ博士   | リサ・コリンズ             | 沢海陽子   |
| モーリス・デュポン | ロン・シルヴァー           | 土師孝也   |
| マズモ             | パトリック・シャイ         | 喜多川拓郎 |
| ナンド             | ラッセル・サヴァディエール | 仲野裕     |
| 軍曹               | グレッグ・ラター           | 大川透     |
| 軍のドライバー     | エリック・ミエーニ         | 大黒和広   |

## スタッフ
- 監督：アラン・イーストマン
- 脚本：ジェフ・アルバート、サミュエル・ベネディクト
- 原案：ダニー・ラーナー
- 製作：ダニー・ラーナー、エリー・サマハ
- 製作総指揮：ダニー・ディムボート、アヴィ・ラーナー、トレヴァー・ショート
- 撮影監督：ヨッシー・ウェイン,I.S.C.
- プロダクションデザイナー：レイス・リドリー、デヴィッド・ヴァロッド
- 編集：アンドリュー・コーウィン、アラン・ヤコボビッツ
- 衣裳デザイン：イヴォンヌ・デ・ネッカー
- 音楽：ダニエル・ペルフリー
- 吹替翻訳：久保喜昭
- 吹替演出：松川陸
- 吹替録音・調整：土屋雅紀
- 吹替製作：プロセンスタジオ
- 吹替プロデューサー：中嶋唯雄